# Місцева група

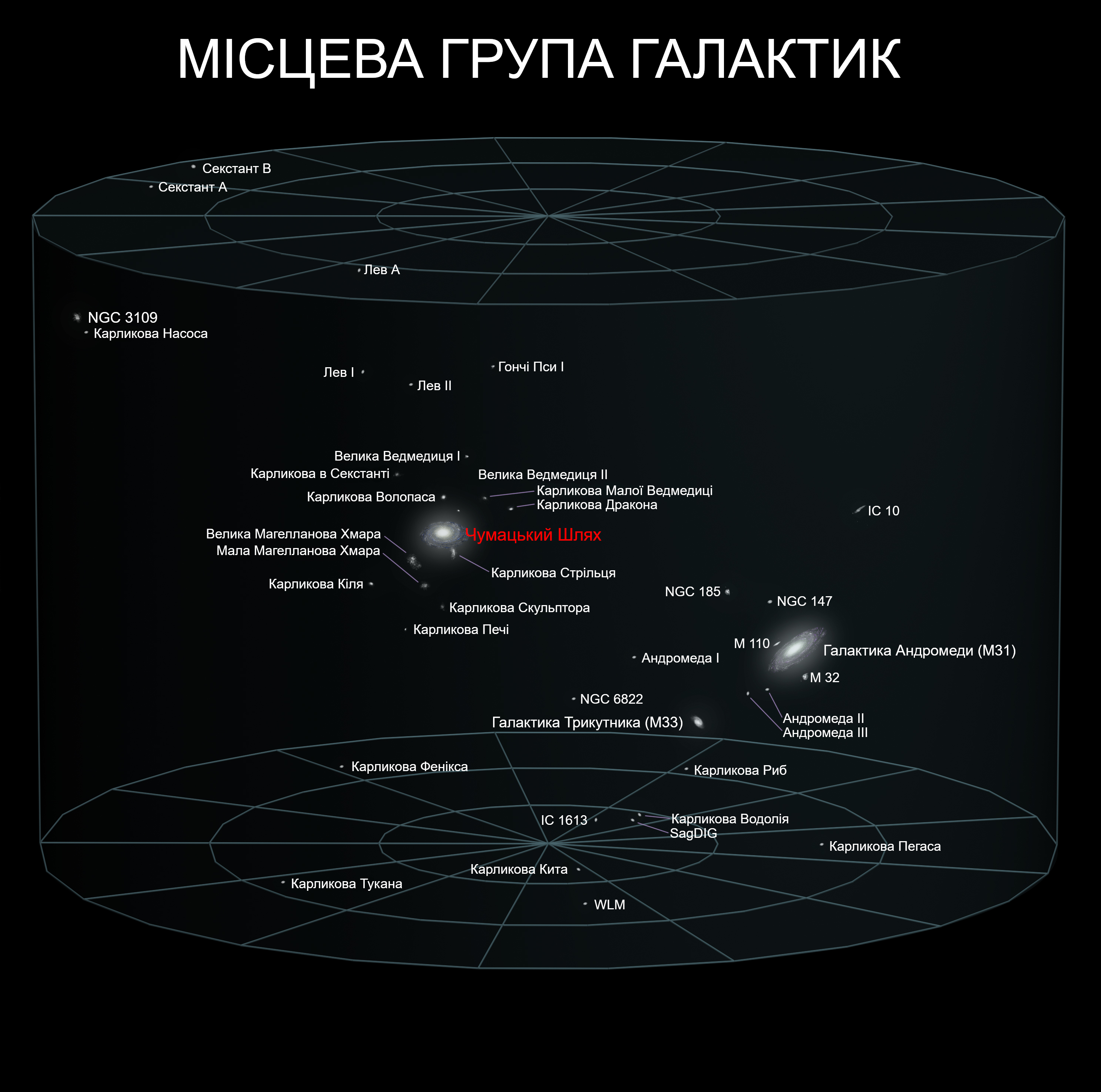
Місцева група галактик у просторі

Місцева група — скупчення з понад 50 галактик, до якого, зокрема, належить наш Чумацький Шлях.
Наймасивніші члени групи — Чумацький Шлях, Галактика Андромеди та Галактика Трикутника. Перші дві мають системи галактик-супутників.

## Склад
Загалом до Місцевої групи належить більше 54 галактик. Ця кількість постійно збільшується з виявленням нових галактик. Центр мас Місцевої групи лежить приблизно на лінії, що з'єднує Чумацький Шлях й галактику Андромеди. Місцеву групу можна розділити на кілька підгруп[джерело?]:
- підгрупа Чумацького Шляху складається з велетенської спіральної галактики Чумацький Шлях і 14 її відомих супутників, які являють собою карликові й здебільшого неправильні галактики. До системи супутників Чумацького Шляху належать Мала (SMC) і Велика (LMC) Магелланові Хмари, карликова еліптична галактика Стрільця (SagDEG), карликова галактика Великий Пес, карликова галактика Малої Ведмедиці (UMi Dwarf), карликова сфероїдальна галактика Дракона (Draco dSph), карликова галактика Кіля (Carina Dwarf), карликова галактика Секстанта I (Sextans I), карликова сфероїдальна галактика Скульптора (Sculptor dSph), карликова сфероїдальна галактика Печі (Fornax dSph), карликові галактики Лев I (Leo I або Regulus Dwarf) і II (Leo II, Leo B), карликові сфероїдальні галактики Великої Ведмедиці I (UMa I dSph) і II (UMa II dSph);
- підгрупа Андромеди вельми схожа на підгрупу Чумацького Шляху: у центрі підгрупи перебуває велетенська спіральна галактика Андромеди. Її 33 відомих супутники теж є, здебільшого, карликовими галактиками; позначення And I — And XXIX, карликова сфероїдальна галактика Пегаса (Peg dSph або Andromeda VI), карликова сфероїдальна галактика Кассіопея (And VII, Cas dSph), M32, M110, NGC 147, NGC 185;
- підгрупа Трикутника — галактика Трикутника та її можливі супутники, карликова галактика Риб (Pisces Dwarf) — рівновіддалена від галактик Андромеди й Трикутника, тому її належність до підгрупи не визначена;
- належність до підгруп галактики NGC 3109 (разом з її сусідами: карликовою галактикою Секстанта A (Sextans А) і неправильною карликовою галактикою Насоса (Antlia Dwarf)) є невизначеною через дуже велику відстань від центру Місцевої групи.

Інші члени групи гравітаційно ізольовані від цих великих підгруп: IC 10, IC 1613, карликова галактика Фенікса (Phoenix Dwarf), карликова галактика Лев А (Leo A, Leo III), карликова галактика Тукана (Tucana Dwarf), карликова галактика Кита (Cetus Dwarf), неправильна карликова галактика Пегаса (Peg DIG або Pegasus Dwarf), неправильна галактика Вольф-Ландмарк-Мелотт (WLM), карликова галактика Водолія (AqrDIG) і карликова неправильна галактика Стрільця (SagDIG).

## Параметри
Місцева група має діаметр 10 млн. світлових років (3,1 мегапарсек). Загальна маса становить 1,29 ± 0,14 × 1012 M☉, вона має бінарний розподіл. Центр мас групи розташований десь між Чумацьким Шляхом і галактикою Андромеди. Дисперсія швидкостей становить 61 ± 8 км/с. 
Місцева група є частиною надскупчення Діви, головна роль у якому належить скупченню Діви.

Мапа Місцевої групи галактик